# اصل توازی هذلولوی
اصل توازی هذلولوی
- خطی مانند L و نقطه‌ای مانند P ناواقع بر L وجود دارد چنانچه می‌توان حداقل دو خط متمایز P رسم کرد که با L موازی باشند.

این اصل پایه و اساس نوعی از هندسهٔ نااقلیدسی که امروز به آن هندسهٔ هذلولوی یا هندسه لباچفسکی می‌شود، است.

## منبع
1. گرینبرگ، ماروین جی،هندسه‌های اقلیدسی و نااقلیدسی، ترجمه‌ی: م.ه. شفیعیها، مرکز نشر دانشگاهی.